# 1,3,5-三(4-羧基苯乙炔基)苯
1,3,5-三(4-羧基苯乙炔基)苯是一种有机化合物，化学式为C33H18O6。它可由4-碘苯甲酸甲酯和1,3,5-三乙炔基苯在钯催化下于三乙胺中反应、在四氢呋喃水溶液中由氢氧化锂（或氢氧化钾）水解后再酸化制得。它可以用于构筑金属有机框架材料。